# Gaetano Pugnani
Giulio Gaetano Gerolamo Pugnani (Turín, 27 de noviembre de 1731 - íd., 15 de julio de 1798) fue un compositor y violinista italiano.

## Biografía
Se formó en el estudio del violín bajo Giovanni Battista Somis y Giuseppe Tartini. En 1752, Pugnani se convirtió en el primer violinista de la Capilla Real de Turín. Luego se fue en una gran gira que le otorgó gran fama por su extraordinaria habilidad con el violín. En 1754, fue muy bien recibido en el Concierto Espiritual en París, pero en 1768 tuvo aún más éxito, dirigiendo en el Her Majesty's Theatre de Londres desde 1767 hasta 1769.  Durante estos años Pugnani trabajó en estrecha colaboración con Johann Christian Bach y Carl Friedrich Abel .  
En 1770, regresó a su hogar en Turín y se convirtió en el director de la Capilla Real. Su fama como compositor empezó a crecer, pero nunca igualó a la de violinista. Durante este tiempo, también enseñó el violín. Su alumno más famoso fue Giovanni Battista Viotti; de 1780 a 1782 actuó en Suiza, Dresde, Varsovia y San  Petersburgo. 
Fritz Kreisler tomó su nombre con el fin de publicar algunas de sus piezas (como Praeludium y Allegro y Tempo di Minuetto), pero en 1935 Kreisler reveló que estos trabajos eran en realidad suyos.

## Obra
- Concerti Spirituali per violino
- Nanetta e Lubino
- Apollo e Issea
- Aurora
- Adone e Venere
- Achille in Sciro
- Demofoonte
- Demetrio a Rodi
- Werther